# Canton de La Tour Blanche
Pour les articles homonymes, voir Tour Blanche (homonymie).
Le canton de La Tour Blanche est un ancien canton français du département de la Dordogne. Il faisait partie du district de Ribérac. Le canton avait pour chef-lieu La Tour Blanche.

## Histoire
Le canton de La Tour Blanche est créé en 1790 sous la Révolution en même temps que les départements. Il dépend du district de Ribérac jusqu'en 1795, date de suppression des districts.
Lorsque ce canton est supprimé par la loi du 8 pluviôse an IX (28 janvier 1801)  portant sur la « réduction du nombre de justices de paix », ses communes sont alors réparties entre le canton de Montagrier (Chapdeuil, Paussac, Saint-Just) et le canton de Verteillac (Bourg-des-Maisons, Cercles, La Chapelle-Montabourlet, Rossignol, La Tour-Blanche), tous deux dépendant de l'arrondissement de Ribérac.

## Composition
Il était composé de huit communes :
- Bourg des Maisons[2] ;
- Cercles[3] ;
- Chapdeuil[4] ;
- La Chapelle Montabourlé[5] ;
- Paussac[6] ;
- Rossignol[7] ;
- Saint-Just[8] ;
- La Tour Blanche[1].